# 카르페 디엠 (영화)
카르페 디엠(Komt een vrouw bij de dokter)은 2009년 공개된 네덜란드의 영화이다. 이 영화는 930만 유로의 수익을 거두어 그해 가장 높은 수익을 올린 네덜란드 영화였으며, 역대 가장 인기 있는 네덜란드 영화 20위 안에 들었다.

## 줄거리
주인공 스테인은 성공한 광고인이자 매력적인 남자로, 자기중심적이고 쾌락적인 삶을 살아간다. 그는 아내 카르멘과 행복한 결혼생활을 하지만, 종종 바람을 피우기도 한다. 어느 날, 카르멘이 유방암 진단을 받게 되고, 스테인은 그녀를 지지하려 노력한다. 하지만 힘든 시간을 보내면서, 그는 내연녀 로스와의 격정적인 관계를 이어가고 카르멘에게 거짓말을 한다. 카르멘이 암 치료 후 완치 판정을 받자 스테인은 자신의 불륜을 고백하고 로스와 헤어진다. 그러나 카르멘은 다시 병에 걸리고, 이번에는 말기 판정을 받는다. 스테인은 카르멘과의 약속을 깨고 다시 로스와의 관계를 시작하지만, 카르멘은 그를 용서한다. 카르멘은 의사의 도움을 받아 독약을 마시고 안락사를 시도하지만 실패하고, 결국 의사의 주사로 세상을 떠난다. 카르멘의 죽음 후, 스테인은 더욱 깊이 로스와의 관계에 빠져든다.

## 출연

### 주연
- 캐리스 밴 허슨
- 바리 아츠마
- 안나 드리베르

### 조연
- 예룬 윌렘스
- 피에르 보크마
- 벱피 멜리센

## 기타
- 원작자: 레이 클룬
- 라인프로듀서: 어윈 구드솨크
- 라인프로듀서: 패트리시아 맥마혼
- 미술: 해리 아머랜
- 배역: 레베카 반 어넨